# Premio TV - Premio regia televisiva 2003
La quarantatreesima edizione del Premio Regia Televisiva, condotta da Amadeus con la partecipazione di Daniele Piombi, si svolse al teatro Ariston di Sanremo il 14 aprile 2003 e fu trasmessa in diretta su Rai Uno. La serata fu seguita da 7.331.000 telespettatori con uno share del 27,71%.

## Premi

### Top Ten
- L'eredità (Rai Uno)
- Le Iene (Italia 1)
- Omnibus (LA7)
- Zelig (Italia 1)
- Quelli che il calcio (Rai Due)
- Striscia la notizia (Canale 5)
- Mai dire domenica (Canale 5)
- I raccomandati (Rai Uno)
- La melevisione (Rai Tre)
- Stasera pago io (Rai Uno)

### Miglior personaggio femminile
- Michelle Hunziker

### Miglior personaggio maschile
- Fiorello

### Personaggio rivelazione
- Luisa Corna

### Miglior programma in assoluto
- Zelig (Canale 5)

### Miglior programma per la giuria
- Striscia la notizia (Canale 5)

### Programma record d'ascolti
- Festival di Sanremo (Rai Uno)

### Miglior TG
- TG1

### Miglior fiction
- Sospetti 2 (Raiuno)

### Oscar speciale
- L'ultimo del paradiso (Rai Uno)
- Telethon (Rai)